# 低压槽 (电影)
《低压槽》（英語：The Trough），是一部于2018年上映的虛構世界觀香港警匪動作片。由張家輝導演，程榮華任動作設計，由张家辉、徐静蕾及何炅领衔主演；余男、苗僑偉、元華及張可頤特別演出，2018年4月28日于中国大陆上映、香港及澳門於2018年5月3日上映、台灣則於2018年5月4日上映。

## 故事簡介
在浮華墮落的孤城裡，警方臥底于秋 （張家輝 飾）長期受命於上司阿佔（何炅 飾），成功周旋於各方黑惡勢力中，卻逐漸迷失了自我。儘管如此，于秋 內心依舊懷抱對懲治罪惡的熱情。當他重返職場時，阿佔竟然給予他一個挑戰巨大的任務——調查罪惡之城背後神秘而強大的頭目“老闆”。通過一宗兒童綁架案，于秋 和阿佔終於摸清了這位控制商界和黑道、滲透警方高層的恐怖角色。然而，于秋 在調查過程中早已步入老闆設下的圈套，身陷重重迷局，似乎正被推向更深的絕望之中。

## 演员列表

### 主要演员
| 演员姓名            | 角色名称      | 介绍 |
| 张家辉              | 秋            | 孤城警察臥底，為心中正義而戰不惜遊走黑白兩邊，只為追緝一名叫"Boss"的人。                                                      |
| 徐静蕾 童年：王诗雅 | 宫田惠美子    | 小時候為三和地産宮田秀一的千金，後因父親被政府壓迫而自盡身亡。 後來成為孤城的"Boss"，利用金錢和犯罪操控城市。最後被于秋毒死。 |
| 何炅                | 阿占          | 協助于秋的探長，非常痛恨並想肅清孤城的罪惡。 被張書文指使的Frankie弄至重傷。                                                  |
| 余男                | Jackie        | 作為警方系統里的黑客,為于秋的卧底工作提供技術後援保障。                                                                       |
| 苗僑偉              | 程昀          | 孤城裡的黑幫頭目,中槍而死 |
| 林雪                | 九指跛        | 被程昀槍殺 |
| 張繼聰              | 吱喳          | 程昀的手下,中槍而死 |
| 元华                | 春華          | 被亂槍射死 |
| 伍允龍              | 保安队长      | 被于秋打死 |
| 张可颐              | 張書文(Diane) | 黑警,阿占的上司,被于秋暗殺而死                                                                                                |
| 秦沛                | 李局长        | |
| 克里斯·柯林斯       | Frankie       | 黑警,被于秋暗殺而死 |
| 倪大红              | 任先生        | 為Boss辦事但不知Boss是誰.被電死                                                                                               |
| 李詠珊              | 小女孩        | |
| 李海涛              | 阿忠          | |

## 电影歌曲
| 曲序 | 曲目             | 演唱   |
| ---- | ---------------- | ------ |
| 1.   | 低压槽（主题曲） | 张赫宣 |

### 票房
香港票房收471萬，位列2018年華語片上半年票房十大第7名。